# Цеддиани
Цеддиани (итал. Zeddiani) — коммуна в Италии, располагается в области Сардиния, в провинции Ористано.
Население составляет 1190 человек (2008 г.), плотность населения составляет 100 чел./км². Занимает площадь 12 км². Почтовый индекс — 9070. Телефонный код — 0783.
Покровителями коммуны почитаются святой Пётр и святая Аполлония, празднование 9 февраля.

## Демография
Динамика населения:

## Администрация коммуны
- Официальный сайт: http://www.comune.zeddiani.or.it/